# Lijst van beelden in Wierden
Dit is een (onvolledige) chronologische lijst van beelden in Wierden. Onder een beeld wordt hier verstaan elk driedimensionaal kunstwerk in de openbare ruimte van de Nederlandse gemeente Wierden, waarbij beeld wordt gebruikt als verzamelbegrip voor sculpturen, standbeelden, installaties, gedenktekens en overige beeldhouwwerken.
Voor een volledig overzicht van de beschikbare afbeeldingen zie: Beelden in Wierden op Wikimedia Commons.
| Geplaatst | Omschrijving                             | Kunstenaar         | Straat                                                | Plaats  | Materiaal                        | Afbeelding |
| --------- | ---------------------------------------- | ------------------ | ----------------------------------------------------- | ------- | -------------------------------- | ---------- |
| 1962      | Vervoer                                  | Hans Morselt       | Stationsplein                                         | Wierden | gevelmozaïek                     |            |
| 1965      | Spoorwiel                                | Joep Gierveld      | Station Wierden                                       | Wierden | Baksteen en geglazuurde baksteen |            |
| 1987      | Jennechie                                | Jan Gierveld       | Marktstraat                                           | Wierden |                                  |            |
| 1987      | Aarenleester                             | Kees Bos           | Binnenhof                                             | Wierden |                                  |            |
| 1990      | Toekomst                                 | Cees Willemsen     | Burg. Warnaarsstraat / Rijssensestraat                | Wierden |                                  |            |
| 1993      | Klompenmaker                             | Piet Brouwer       | Hoge brink 4                                          | Enter   |                                  |            |
| 1997      | 'n Gaanzendriewer                        | Piet Brouwer       | Hoge brink 4                                          | Enter   |                                  |            |
| 1997      | De Najaden in Wierden                    | Elizabet Stienstra | Plantsoenlaan 1                                       | Wierden |                                  |            |
| 1997      | Maaier                                   | Piet Brouwer       | Athanasiastraat / Reggestraat                         | Enter   |                                  |            |
| 2000      | Klompenmaker achter zijn werkbank        | Piet Brouwer       | Hogebrink 4                                           | Enter   |                                  |            |
| 2001      | De Wierdense Revue                       | Jan Aanstoot       | Stationsplein                                         | Wierden |                                  |            |
| 2014      | Follies aan zee, A Polaroid View         | Patrick Kalma      | Het Lageveld, Vriezenveenseweg                        | Wierden |                                  |            |
| 2014      | Follies aan zee, Tempio del Sole         | Eric Schutte       | Het Lageveld, Vriezenveenseweg                        | Wierden |                                  |            |
| 2015      | Follies aan zee, Zuid West Wierden (ZWW) | Sjouke Siersema    | Het Lageveld, Vriezenveenseweg                        | Wierden |                                  |            |
| 2015      | Follies aan zee, Scheepscontouren        | Robbie Neijzen     | Het Lageveld, Vriezenveenseweg                        | Wierden |                                  |            |
| 2016      | Follies aan zee, In - Out                | Mari Baauw         | Het Lageveld, Vriezenveenseweg                        | Wierden |                                  |            |
| 2016      | Follies aan zee, De Spin                 | Don Hoppenbrouwer  | Het Lageveld, Vriezenveenseweg                        | Wierden |                                  |            |
| 2015      | Full Speed                               | Okke Weerstand     | Wedervoort 1                                          | Wierden |                                  |            |
| 2017      | Stier                                    | onbekend           | Middenplein                                           | Enter   | brons                            |            |
| onbekend  | Kleuter met bal                          | onbekend           | Kruizemunthof 4                                       | Wierden |                                  |            |
| onbekend  | Balspelende jongen                       | onbekend           | Marjoleinlaan 41                                      | Wierden |                                  |            |
| onbekend  | Sportfiguren                             | Jan Kip            | Marjoleinlaan 43                                      | Wierden |                                  |            |
| onbekend  | Sint Johannes de Doper                   | onbekend           | Stationsstraat 20, (R.K. kerk Sint Johannes de Doper) | Wierden |                                  |            |
| onbekend  | Zakelijk gesprek                         | onbekend           | Marktstraat                                           | Wierden |                                  |            |